# Nieuw-Zeelandse Alpen
De Nieuw-Zeelandse Alpen of Zuidelijke Alpen (Engels: Southern Alps) is een bergmassief op het Zuidereiland van Nieuw-Zeeland. Over de gehele lengte van het eiland zorgt het gebergte voor een natuurlijke scheiding tussen de west- en oostkust.
In het gebergte bevinden zich 17 toppen van meer dan 3000 m en de hoogste daarvan is de Mount Cook (3724 m). Een groot deel is beschermd door verschillende nationale parken. De grootste daarvan zijn het nationaal park Westland in het zuiden en het nationaal park Aoraki Mount Cook rondom Mount Cook.

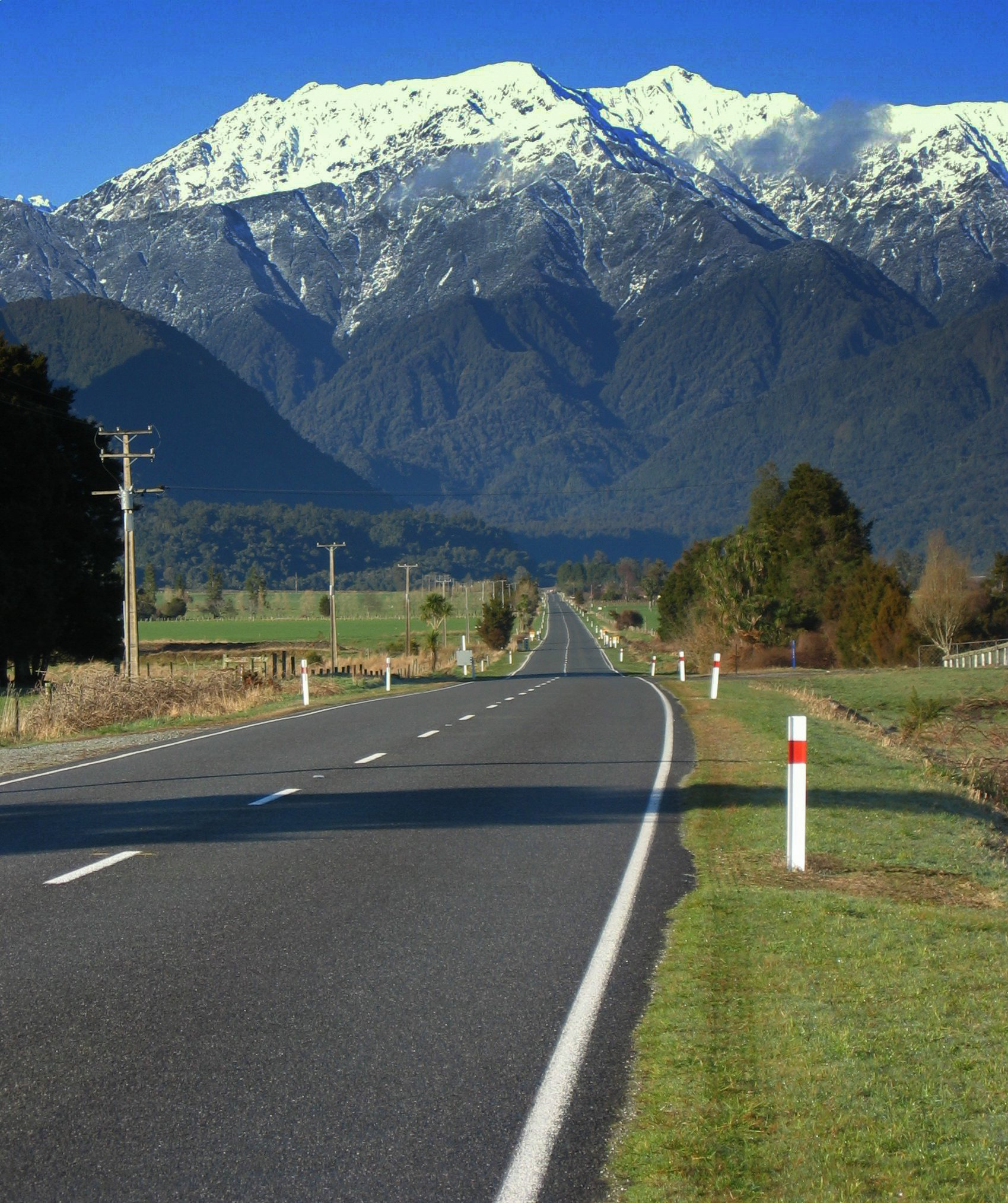
Hoge bergen van de Zuidelijke Alpen rijzen op boven een weg op het Zuidereiland

## Bergen
| Berg                   | Maori   | Hoogte (meter) |
| ---------------------- | ------- | -------------- |
| Mount Cook             | Aoraki  | 3724           |
| Mount Tasman           |         | 3498           |
| Mount Dampier          | Rakiroa | 3440           |
| Silberhorn             |         | 3300           |
| Mount Hicks            |         | 3216           |
| Malte Brun             |         | 3199           |
| Torres Peak            |         | 3165           |
| Mount Sefton           |         | 3157           |
| Mount Haast            |         | 3138           |
| Mount Elie de Beaumont |         | 3117           |
| Douglas Peak           |         | 3085           |
| Mount La Perouse       |         | 3081           |
| Mount Haidinger        |         | 3068           |
| Mount Aspiring         | Tititea | 3055           |
| Mount Magellan         |         | 3049           |
| The Minarets           |         | 3048           |
| Mount Dixon            |         | 3004           |